# Lijst van voetbalinterlands Colombia - Uruguay
Deze lijst van voetbalinterlands is een overzicht van alle officiële voetbalwedstrijden tussen de nationale teams van Colombia en Uruguay. De Zuid-Amerikaanse landen speelden tot op heden 48 keer tegen elkaar. Het eerste duel, een ontmoeting in de strijd om de Copa América 1945, werd gespeeld in Santiago (Chili) op 28 januari 1945. Het laatste duel, een kwalificatiewedstrijd voor het Wereldkampioenschap voetbal 2026, vond plaats op 15 november 2024 in Montevideo.

## Wedstrijden
| №  | Plaats         | Datum             | Competitie           | Wedstrijd          | Uitslag |
| -- | -------------- | ----------------- | -------------------- | ------------------ | ------- |
| 1  | Santiago       | 28 januari 1945   | Copa América 1945    | Uruguay – Colombia | 7 – 0   |
| 2  | Guayaquil      | 2 december 1947   | Copa América 1947    | Uruguay – Colombia | 2 – 0   |
| 3  | São Paulo      | 24 april 1949     | Copa América 1949    | Uruguay – Colombia | 2 – 2   |
| 4  | Lima           | 17 maart 1957     | Copa América 1957    | Uruguay – Colombia | 0 – 1   |
| 5  | Bogota         | 16 juni 1957      | WK 1958 kwalificatie | Colombia – Uruguay | 1 – 1   |
| 6  | Montevideo     | 30 juni 1957      | WK 1958 kwalificatie | Uruguay – Colombia | 1 – 0   |
| 7  | Arica          | 30 mei 1962       | WK 1962              | Uruguay – Colombia | 2 – 1   |
| 8  | Cali           | 2 juli 1969       | Vriendschappelijk    | Colombia – Uruguay | 0 – 1   |
| 9  | Bogota         | 24 juni 1973      | WK 1974 kwalificatie | Colombia – Uruguay | 0 – 0   |
| 10 | Montevideo     | 5 juli 1973       | WK 1974 kwalificatie | Uruguay – Colombia | 0 – 1   |
| 11 | Bogota         | 21 september 1975 | Copa América 1975    | Colombia – Uruguay | 3 – 0   |
| 12 | Montevideo     | 1 oktober 1975    | Copa América 1975    | Uruguay – Colombia | 1 – 0   |
| 13 | Bogota         | 15 oktober 1976   | Vriendschappelijk    | Colombia – Uruguay | 1 – 2   |
| 14 | Montevideo     | 9 augustus 1981   | WK 1982 kwalificatie | Uruguay – Colombia | 3 – 2   |
| 15 | Bogota         | 13 september 1981 | WK 1982 kwalificatie | Colombia – Uruguay | 1 – 1   |
| 16 | Montevideo     | 24 februari 1985  | Vriendschappelijk    | Uruguay – Colombia | 3 – 0   |
| 17 | Bogota         | 28 april 1985     | Vriendschappelijk    | Colombia – Uruguay | 2 – 1   |
| 18 | Miami          | 9 februari 1986   | Vriendschappelijk    | Uruguay − Colombia | 2 − 0   |
| 19 | Bogota         | 7 augustus 1988   | Vriendschappelijk    | Colombia – Uruguay | 2 – 1   |
| 20 | Montevideo     | 6 augustus 1989   | Vriendschappelijk    | Uruguay – Colombia | 0 – 0   |
| 21 | Miami          | 2 februari 1990   | Vriendschappelijk    | Uruguay – Colombia | 2 – 0   |
| 22 | Viña del Mar   | 15 juli 1991      | Copa América 1991    | Uruguay – Colombia | 1 – 0   |
| 23 | Guayaquil      | 26 juni 1993      | Copa América 1993    | Uruguay – Colombia | 1 – 1   |
| 24 | Medellín       | 22 maart 1995     | Vriendschappelijk    | Colombia – Uruguay | 2 – 1   |
| 25 | Montevideo     | 19 juli 1995      | Copa América 1995    | Uruguay – Colombia | 2 – 0   |
| 26 | Barranquilla   | 7 juli 1996       | WK 1998 kwalificatie | Colombia – Uruguay | 3 – 1   |
| 27 | Montevideo     | 8 juni 1997       | WK 1998 kwalificatie | Uruguay – Colombia | 1 – 1   |
| 28 | Luque          | 1 juli 1999       | Copa América 1999    | Uruguay – Colombia | 0 – 1   |
| 29 | Bogota         | 15 augustus 2000  | WK 2002 kwalificatie | Colombia – Uruguay | 1 – 0   |
| 30 | Montevideo     | 7 oktober 2001    | WK 2002 kwalificatie | Uruguay – Colombia | 1 – 1   |
| 31 | Barranquilla   | 6 juni 2004       | WK 2006 kwalificatie | Colombia – Uruguay | 5 – 0   |
| 32 | Cuzco          | 24 juli 2004      | Copa América 2004    | Colombia – Uruguay | 1 – 2   |
| 33 | Montevideo     | 4 september 2005  | WK 2006 kwalificatie | Uruguay – Colombia | 3 – 2   |
| 34 | Cúcuta         | 7 februari 2007   | Vriendschappelijk    | Colombia – Uruguay | 1 – 3   |
| 35 | Montevideo     | 6 februari 2008   | Vriendschappelijk    | Uruguay – Colombia | 2 – 2   |
| 36 | Bogota         | 6 september 2008  | WK 2010 kwalificatie | Colombia – Uruguay | 0 – 1   |
| 37 | Montevideo     | 9 september 2009  | WK 2010 kwalificatie | Uruguay – Colombia | 3 – 1   |
| 38 | Barranquilla   | 7 september 2012  | WK 2014 kwalificatie | Colombia – Uruguay | 4 – 0   |
| 39 | Montevideo     | 10 september 2013 | WK 2014 kwalificatie | Uruguay − Colombia | 2 − 0   |
| 40 | Rio de Janeiro | 28 juni 2014      | WK 2014              | Colombia − Uruguay | 2 − 0   |
| 41 | Montevideo     | 13 oktober 2015   | WK 2018 kwalificatie | Uruguay − Colombia | 3 − 0   |
| 42 | Barranquilla   | 11 oktober 2016   | WK 2018 kwalificatie | Colombia − Uruguay | 2 − 2   |
| 43 | Barranquilla   | 13 november 2020  | WK 2022 kwalificatie | Colombia − Uruguay | 0 − 3   |
| 44 | Goiânia        | 3 juli 2021       | Copa América 2021    | Uruguay − Colombia | 0 − 0   |
| 45 | Montevideo     | 7 oktober 2021    | WK 2022 kwalificatie | Uruguay − Colombia | 0 − 0   |
| 46 | Barranquilla   | 12 oktober 2023   | WK 2026 kwalificatie | Colombia − Uruguay | 2 − 2   |
| 47 | Charlotte      | 10 juli 2024      | Copa América 2024    | Uruguay − Colombia | 0 − 1   |
| 48 | Montevideo     | 15 november 2024  | WK 2026 kwalificatie | Uruguay − Colombia | 3 − 2   |

## Samenvatting
| Competitie        | Totaal gespeeld | Winst Colombia | Gelijk | Winst Uruguay | Doelsaldo Colombia – Uruguay |
| ----------------- | --------------- | -------------- | ------ | ------------- | ---------------------------- |
| WK-eindronde      | 2               | 1              | 0      | 1             | 3 − 2                        |
| WK-kwalificatie   | 22              | 5              | 8      | 9             | 29 − 31                      |
| Copa América      | 13              | 4              | 3      | 6             | 10 − 18                      |
| Vriendschappelijk | 11              | 3              | 2      | 6             | 10 − 18                      |
| Totaal            | 48              | 13             | 13     | 22            | 52 − 69                      |

Wedstrijden bepaald door strafschoppen worden, in lijn met de FIFA, als een gelijkspel gerekend.

## Details

### Eerste ontmoeting
| Copa América 1945 (Santiago, Chili, 28 januari 1945):                                                                        |       |          |
| Uruguay | 7 – 0 | Colombia |
| Atilio García 22' Juan Riephoff 25' José García 37' José María Ortiz 75' José García 80' Roberto Porta 86' Atilio García 89' | goals |          |

### Tweede ontmoeting
| Copa América 1947 (Guayaquil, Ecuador, 2 december 1947): |       |          |
| Uruguay                                                  | 2 – 0 | Colombia |
| Nicolás Falero 26' Julio César Britos 61'                | goals |          |
| - Debuut van Efraín Sánchez voor Colombia.               |       |          |

### Derde ontmoeting
| Copa América 1949 (São Paulo, Brazilië, 24 april 1949): |       |                                       |
| Uruguay                                                 | 2 – 2 | Colombia                              |
| Miguel Martínez 57' Juan Ayala 86'                      | goals | 27' Luz Gastelbondo 81' Alfredo Pérez |

### Vierde ontmoeting
| Copa América 1957 (Lima, Peru, 17 maart 1957): |       |                   |
| Uruguay                                        | 0 – 1 | Colombia          |
|                                                | goals | 28' Carlos Arango |

### Vijfde ontmoeting
| WK 1958 kwalificatie (Bogota, Colombia, 16 juni 1957): |       |                    |
| Colombia                                               | 1 – 1 | Uruguay            |
| Carlos Arango 15'                                      | goals | 46' Javier Ambrois |

### Zesde ontmoeting
| WK 1958 kwalificatie (Montevideo, Uruguay, 30 juni 1957): |       |          |
| Uruguay                                                   | 1 – 0 | Colombia |
| Óscar Míguez 89' (pen.)                                   | goals |          |

### Zevende ontmoeting
| WK 1962 (Arica, Chili, 30 mei 1962 ): |       |                              |
| Uruguay                               | 2 – 1 | Colombia                     |
| Luis Cubilla 67' José Sasía 75'       | goals | 19' (pen.) Francisco Zuluaga |

### Achtste ontmoeting
| Vriendschappelijk (Cali, Colombia, 2 juli 1969): |       |                         |
| Colombia                                         | 0 – 1 | Uruguay                 |
|                                                  | goals | 59' (pen.) Rubén Bareño |

### Negende ontmoeting
| WK 1974 kwalificatie (Bogota, Colombia, 24 juni 1973): |       |         |
| Colombia                                               | 0 – 0 | Uruguay |
|                                                        | goals |         |

### Tiende ontmoeting
| WK 1974 kwalificatie (Montevideo, Uruguay, 5 juli 1973 ): |       |                      |
| Uruguay                                                   | 0 – 1 | Colombia             |
|                                                           | goals | 71' Willington Ortiz |

### Elfde ontmoeting
| Copa América 1975 (Bogota, Colombia, 21 september 1975): |              | |
| Colombia | 3 – 0        | Uruguay |
| Edgar Angulo 55' Willington Ortiz 68' Ernesto Díaz 89' | goals        | |
| Efraín Sánchez | bondscoach   | José María Rodríguez |
| Pedro Antonio Zape Arturo Segovia Miguel Escobar Oscar Bolaño Diego Umaña José Zárate Oswaldo Calero Ponciano Castro 46' Willington Ortiz Eduardo Retat 46' Ernesto Díaz | opstellingen | Walter Corbo Alfredo de los Santos Mario González Walter Olivera 70' Juan Carlos Ocampo Lorenzo Unánue Nelson Acosta Ricardo Mier Fernando Morena Juan Ramón Silva 75' Richard Forlán |
| Hugo Horacio Lóndero 46' Edgar Angulo 46' | wissels      | 70' Juan Vicente Morales 75' José Lorenzo |
| | rode kaarten | 17' Alfredo de los Santos |

### Twaalfde ontmoeting
| Copa América 1975 (Montevideo, Uruguay, 1 oktober 1975): |       |          |
| Uruguay                                                  | 1 – 0 | Colombia |
| Fernando Morena 17' (pen.)                               | goals |          |

### Dertiende ontmoeting
| Vriendschappelijk (Bogota, Colombia, 15 oktober 1976): |       |                                              |
| Colombia                                               | 1 – 2 | Uruguay                                      |
| Eduardo Vilarete 37'                                   | goals | 79' Waldemar Victorino 84' Rodolfo Rodriguez |

### Veertiende ontmoeting
| WK 1982 kwalificatie (Montevideo, Uruguay, 9 augustus 1981):         |       |                                              |
| Uruguay                                                              | 3 – 2 | Colombia                                     |
| Rubén Paz 20' Julio César Morales 78' (pen.) Julio César Morales 87' | goals | 41' Pedro Sarmiento 57' Hernán Darío Herrera |

### Vijftiende ontmoeting
| WK 1982 kwalificatie (Bogota, Colombia, 13 september 1981): |       |                        |
| Colombia                                                    | 1 – 1 | Uruguay                |
| Hernán Darío Herrera 13' (pen.)                             | goals | 18' Waldemar Victorino |

### Zestiende ontmoeting
| Vriendschappelijk (Montevideo, Uruguay, 24 februari 1985):      |       |          |
| Uruguay                                                         | 3 – 0 | Colombia |
| Carlos Aguilera 19' Enzo Francescoli 42' Amaro Nadal 89' (pen.) | goals |          |

### Zeventiende ontmoeting
| Vriendschappelijk (Bogota, Colombia, 28 april 1985): |       |                     |
| Colombia                                             | 2 – 1 | Uruguay             |
| Willington Ortiz 41' Arnoldo Iguarán 64'             | goals | 47' Carlos Aguilera |

### Negentiende ontmoeting
| Vriendschappelijk (Bogota, Colombia, 7 augustus 1988):                                                                                     |       |                        |
| Colombia | 2 – 1 | Uruguay                |
| Arnoldo Iguarán 61' Bernardo Redín 76' | goals | 74' José Oscar Herrera |
| - Debuut van Jorge Gonçálvez, Héctor Morán, Nelson Cabrera, Rubén Pereira, José Oscar Herrera, Daniel Vidal en Edison Suárez voor Uruguay. |       |                        |

### Twintigste ontmoeting
| Vriendschappelijk (Montevideo, Uruguay, 6 augustus 1989): |              | |
| Uruguay | 0 – 0        | Colombia |
| | goals        | |
| Oscar Tabárez | bondscoach   | Francisco Maturana |
| Eduardo Pereira José Oscar Herrera Nelson Gutiérrez Hugo de León Alfonso Domínguez Gabriel Correa Santiago Ostolaza Rubén Pereyra 46' Rubén Paz Antonio Alzamendi Rubén Sosa | opstellingen | René Higuita Wilson Pérez Luis Carlos Perea Andrés Escobar León Villa 70' Bernardo Redín Leonel Álvarez José Ricardo Pérez Carlos Valderrama Juan Jairo Galeano 47' Rubén Darío Hernández |
| William Castro 46' | wissels      | 47' Albeiro Usuriaga 70' Luis Fajardo |

### 21ste ontmoeting
| Vriendschappelijk (Miami, Verenigde Staten, 2 februari 1990): |              | |
| Uruguay | 2 – 0        | Colombia |
| Pedro Pedrucci 78' William Castro 84' | goals        | |
| Oscar Tabárez | bondscoach   | Francisco Maturana |
| Fernando Álvez José Pintos Saldanha Jorge Gonçálvez Hugo de León Alfonso Domínguez Rubén Pereira Santiago Ostolaza Edison Suárez 46' William Castro Daniel Fonseca 63' Sergio Martínez 77' | opstellingen | René Higuita Luis Fernando Herrera Luis Carlos Perea 46' Gustavo Restrepo Alexis Mendoza Gildardo Gómez Bernardo Redín Freddy Rincón 64' Luis Fajardo José Ricardo Pérez Arnoldo Iguarán |
| Pedro Pedrucci 46' Gabriel Cedrés 63' Johnny Miqueiro 77' | wissels      | 46' Alexis García 64' Albeiro Usuriaga |
| Hugo de León ??' | gele kaarten | |
| | rode kaarten | 32' José Ricardo Pérez |
| - Debuut van Gabriel Cedrés en Daniel Fonseca voor Uruguay. - Debuut van Freddy Rincón en Gustavo Restrepo voor Colombia.                                                                  |              | |

### 22ste ontmoeting
| Copa América 1991 (Viña del Mar, Chili, 15 juli 1991): |       |          |
| Uruguay                                                | 1 – 0 | Colombia |
| Peter Méndez 19'                                       | goals |          |

### 23ste ontmoeting
| Copa América 1993 (Guayaquil, Ecuador, 26 juni 1993): |       |                       |
| Colombia                                              | 1 – 1 | Uruguay               |
| Luis Carlos Perea 88'                                 | goals | 63' Marcelo Saralegui |

### 24ste ontmoeting
| Vriendschappelijk (Medellín, Colombia, 22 maart 1995): |              | |
| Colombia | 2 – 1        | Uruguay |
| Wilmer Cabrera 20' Jorge Bermúdez 87' | goals        | 53' Osvaldo Canobbio |
| Hernán Darío Gómez | bondscoach   | Héctor Núñez |
| René Higuita Wilmer Cabrera Alex Fernández 46' Jorge Bermúdez Héctor Botero Hernán Gaviria Leonel Alvarez Oscar Pareja 46' Víctor Pacheco John Jairo Gómez Víctor Aristizábal 46'                     | opstellingen | Ruben Rodríguez Gustavo Méndez Diego López Álvaro Gutiérrez 46' Tabaré Silva Claudio Elías Nelson Abeijón 46' Gustavo Poyet 60' Marcelo Otero Osvaldo Canobbio Darío Silva |
| Víctor Marulanda 46' Mauricio Serna 46' Wilson Cano 46' | wissels      | 46' Edgardo Adinolfi 46' Marcelo Tejera 60' Raúl Omar Otero |
| - Debutant Ruben Rodríguez (Uruguay) stopt een strafschop in de 43ste minuut van de voet van Víctor Aristizábal. - Debuut van Ruben Rodríguez (CA Cerro) en Claudio Elías (CA Progreso) voor Uruguay. |              | |

### 25ste ontmoeting
| Copa América 1995 (Montevideo, Uruguay, 19 juli 1995) |       |          |
| Uruguay                                               | 2 – 0 | Colombia |
| Edgardo Adinolfi 51' Marcelo Otero 70'                | goals |          |

### 26ste ontmoeting
| WK 1998 kwalificatie (Barranquilla, Colombia, 7 juli 1996)     |       |                    |
| Colombia                                                       | 3 – 1 | Uruguay            |
| Faustino Asprilla 7' Carlos Valderrama 20' Antony de Ávila 78' | goals | 57' Gabriel Cedrés |

### 27ste ontmoeting
| WK 1998 kwalificatie (Montevideo, Uruguay, 8 juni 1997) |       |                     |
| Uruguay                                                 | 1 – 1 | Colombia            |
| Darío Silva 6'                                          | goals | 47' Hamilton Ricard |

### 28ste ontmoeting
| Copa América 1999 (Luque, Paraguay, 1 juli 1999) |       |                    |
| Uruguay                                          | 0 – 1 | Colombia           |
|                                                  | goals | 20' Víctor Bonilla |

### 29ste ontmoeting
| WK 2002 kwalificatie (Bogota, Colombia, 15 augustus 2000) |       |         |
| Colombia                                                  | 1 – 0 | Uruguay |
| Jairo Castillo 73'                                        | goals |         |

### 30ste ontmoeting
| WK 2002 kwalificatie (Montevideo, Uruguay, 7 oktober 2001) |       |                         |
| Uruguay                                                    | 1 – 1 | Colombia                |
| Federico Magallanes 34' (pen.)                             | goals | 67' Arnulfo Valentierra |

### 31ste ontmoeting
| WK 2006 kwalificatie (Barranquilla, Colombia, 6 juni 2004)                                    |       |         |
| Colombia                                                                                      | 5 – 0 | Uruguay |
| Víctor Pacheco 17' Tressor Moreno 20' Víctor Pacheco 31' John Restrepo 81' Sergio Herrera 86' | goals |         |

### 32ste ontmoeting
| Copa América 2004 (Cuzco, Peru, 24 juli 2004) |       |                                          |
| Colombia                                      | 1 – 2 | Uruguay                                  |
| Sergio Herrera 70' (pen.)                     | goals | 2' Fabián Estoyanoff 80' Vicente Sánchez |

### 33ste ontmoeting
| WK 2006 kwalificatie (Montevideo, Uruguay, 4 september 2005)   |       |                                     |
| Uruguay                                                        | 3 – 2 | Colombia                            |
| Marcelo Zalayeta 42' Marcelo Zalayeta 51' Marcelo Zalayeta 86' | goals | 79' Elkin Soto 82' Juan Pablo Ángel |

### 34ste ontmoeting
| Vriendschappelijk (Cúcuta, Colombia, 7 februari 2007):                                 |       |                                                                          |
| Colombia                                                                               | 1 – 3 | Uruguay                                                                  |
| Hugo Rodallega 81'                                                                     | goals | 17' (pen.) Sebastián Abreu 61' (pen.) Sebastián Abreu 74' Gonzalo Vargas |
| - Debuut van Pablo Castro (CA Bella Vista) en Luis Suárez (FC Groningen) voor Uruguay. |       |                                                                          |

### 35ste ontmoeting
| Vriendschappelijk (Montevideo, Uruguay , 6 februari 2008): |              | |
| Uruguay | 2 – 2        | Colombia |
| Edinson Cavani 78' Luis Suárez 86' | goals        | 24' Edixon Perea 73' Edixon Perea |
| Oscar Tabárez | bondscoach   | Jorge Luis Pinto |
| Fabián Carini 46' Maximiliano Pereira Diego Lugano Diego Godín Jorge Fucile Diego Pérez 46' Walter Gargano Álvaro González 67' Diego Forlán 75' Sebastián Abreu Luis Suárez | opstellingen | Agustín Julio 77' Ruben Darío Bustos Cristián Zapata 62' Luis Perea Estiven Vélez Yulián Anchico Fredy Guarín 58' Gerardo Bedoya 71' Giovanni Hernández 49' Wason Rentería Edixon Perea |
| Juan Castillo 46' Cristian Rodríguez 46' Martín Cáceres 67' Edinson Cavani 75'                                                                                              | wissels      | 49' Radamel Falcao 58' Danilson Córdoba 62' Walter Moreno 71' Macnelly Torres 77' Juan Camilo Zúñiga                                                                                    |
| Luis Suárez 54' Cristian Rodríguez 81' | gele kaarten | 30' Luis Perea 41' Fredy Guarín |
| - Debuut van Edinson Cavani (US Città di Palermo) voor Uruguay. |              | |

### 36ste ontmoeting
| WK 2010 kwalificatie (Bogota, Colombia, 6 september 2008): |              | |
| Colombia | 0 – 1        | Uruguay |
| | goals        | 15' Sebastián Eguren |
| Jorge Luis Pinto | bondscoach   | Oscar Tabárez |
| Agustín Julio Luis Perea Juan Vélez Aquivaldo Mosquera Juan Camilo Zúñiga Fabián Vargas 46' Giovanni Hernández 63' Carlos Sánchez Fredy Guarín Hugo Rodallega Radamel Falcao 60' | opstellingen | Juan Castillo 80' Bruno Silva Maximiliano Pereira Diego Lugano Diego Godín Jorge Fucile Walter Gargano 90' Sebastián Eguren Cristian Rodríguez Diego Forlán 68' Luis Suárez |
| Macnelly Torres 46' Dayro Moreno 60' Malher Moreno 63' | wissels      | 68' Vicente Sánchez 80' Álvaro González 90' Andrés Scotti |
| | gele kaarten | 27' Jorge Fucile 75' Juan Castillo 90' Cristian Rodríguez |

### 37ste ontmoeting
| WK 2010 kwalificatie (Montevideo, Uruguay, 9 september 2009): |              | |
| Uruguay | 3 – 1        | Colombia |
| Luis Suárez 7' Andrés Scotti 77' Sebastián Eguren 87' | goals        | 63' Jackson Martínez |
| Oscar Tabárez | bondscoach   | Eduardo Lara |
| Juan Castillo Carlos Váldez Bruno Silva Martín Cáceres Diego Pérez Walter Gargano Álvaro Pereira Cristian Rodríguez 82' Diego Forlán Edinson Cavani 33' Luis Suárez 90' | opstellingen | Agustín Julio Iván Córdoba Luis Perea Mario Yepes 60' Jhon Viáfara 60' Giovanni Moreno Fredy Guarín Pablo Armero Abel Aguilar Teófilo Gutiérrez 82' Adrián Ramos |
| Andrés Scotti 33' Sebastián Eguren 82' Sebastián Abreu 90' | wissels      | 60' Giovanni Hernández 60' Jackson Martínez 82' Dorlan Pabón |
| Martín Cáceres 8' Diego Pérez 51' Bruno Silva 67' | gele kaarten | |
| Carlos Váldez 30' | rode kaarten | 46' Teófilo Gutiérrez |

### 38ste ontmoeting
| WK 2014 kwalificatie (Barranquilla, Colombia, 7 september 2012): |              | |
| Colombia | 4 – 0        | Uruguay |
| Radamel Falcao 2' Teófilo Gutiérrez 48' Teófilo Gutiérrez 52' Juan Camilo Zúñiga 90+1'                                                                                        | goals        | |
| José Pékerman | bondscoach   | Oscar Tabárez |
| David Ospina Juan Valencia Luis Perea Juan Camilo Zúñiga Carlos Valdés Macnelly Torres Pablo Armero Abel Aguilar 78' Radamel Falcao James Rodríguez 83' Teófilo Gutiérrez 79' | opstellingen | Fernando Muslera 46' Mauricio Victorino 59' Maximiliano Pereira Diego Lugano Diego Godín Cristian Rodríguez Diego Pérez Álvaro Pereira 73' Egidio Arévalo Diego Forlán Edinson Cavani |
| Aldo Ramírez 78' Carlos Quintero 79' Carlos Sánchez 83' | wissels      | 46' Álvaro González 59' Gastón Ramírez 73' Walter Gargano |
| | gele kaarten | 82' Walter Gargano |

### 39ste ontmoeting
| WK 2014 kwalificatie (Montevideo, Uruguay, 10 september 2013): |              | |
| Uruguay | 2 – 0        | Colombia |
| Edinson Cavani 78' Christian Stuani 80' | goals        | |
| Oscar Tabárez | bondscoach   | José Pékerman |
| Fernando Muslera Maxi Pereira José Giménez Jorge Fucile Andrés Scotti Cristian Rodríguez 72' Álvaro González 46' Nicolás Lodeiro 46' Egidio Arévalo Luis Suárez Edinson Cavani | opstellingen | David Ospina Juan Camilo Zúñiga Mario Yepes Luis Perea Stefan Medina 86' Carlos Sánchez Fredy Guarín 79' Abel Aguilar James Rodríguez 69' Teófilo Gutiérrez Radamel Falcao |
| Walter Gargano 46' Christian Stuani 46' Gastón Ramírez 72' | wissels      | 69' Juan Cuadrado 79' Aldo Ramírez 86' Jackson Martínez |
| Maxi Pereira 27' Christian Stuani 56' | gele kaarten | 40' Stefan Medina 85' James Rodríguez |
| - Debuut van verdediger José María Giménez voor Uruguay. - Debuut van verdediger Stefan Medina (Atlético Nacional) voor Colombia.                                              |              | |

### 40ste ontmoeting
| WK 2014 (Rio de Janeiro, Brazilië, 28 juni 2014): |              | |
| Colombia | 2 – 0        | Uruguay |
| James Rodríguez 28' James Rodríguez 50' | goals        | |
| José Pékerman | bondscoach   | Oscar Tabárez |
| David Ospina Cristián Zapata Mario Yepes Pablo Armero Juan Camilo Zúñiga Carlos Sánchez Abel Aguilar James Rodríguez 85' Juan Cuadrado 81' Teófilo Gutiérrez 68' Jackson Martínez                                       | opstellingen | Fernando Muslera Diego Godín José María Giménez Maximiliano Pereira Martín Cáceres 53' Álvaro Pereira Cristian Rodríguez Egidio Arévalo 67' Álvaro González 53' Diego Forlán Edinson Cavani |
| Alexander Mejía 68' Fredy Guarín 81' Adrián Ramos 85' | wissels      | 53' Cristhian Stuani 53' Gastón Ramírez 67' Abel Hernández |
| Pablo Armero 78' | gele kaarten | 55' José María Giménez 77' Diego Lugano |
| - Lugano kreeg de gele kaart terwijl hij op de bank zat van Björn Kuipers; de aanvoerder reageerde volgens de Nederlandse scheidsrechter te fel op een overtreding van de Colombiaan Pablo Armero vlak voor de dug-out. |              | |

### 41ste ontmoeting
| WK 2018 kwalificatie (Montevideo, Uruguay, 13 oktober 2015): |              | |
| Uruguay | 3 – 0        | Colombia |
| Diego Godín 35' Diego Rolán 51' Abel Hernández 88' | goals        | |
| Oscar Tabárez | bondscoach   | José Pékerman |
| Fernando Muslera Maximiliano Pereira Diego Godín José María Giménez Mathías Corujo Martín Cáceres 19' Carlos Sánchez 72' Álvaro Pereira Álvaro González 86' Diego Rolán Cristhian Stuani | opstellingen | David Ospina Jeison Murillo Frank Fabra 72' Santiago Arias Cristián Zapata 58' Fredy Guarín Juan Cuadrado Edwin Cardona Carlos Sánchez 58' Teófilo Gutiérrez Carlos Bacca |
| Nicolás Lodeiro 19' Abel Hernández 72' Nahitan Nández 86' | wissels      | 58' Fabián Castillo 58' Macnelly Torres 72' Radamel Falcao |
| Mathías Corujo 58' | gele kaarten | 36' Jeison Murillo 62' Fabián Castillo 67' Santiago Arias |
| | rode kaarten | 90' Juan Cuadrado |

### 42ste ontmoeting
| WK 2018 kwalificatie (Barranquilla, Colombia, 11 oktober 2016):                                                                                                |              | |
| Colombia | 2 – 2        | Uruguay |
| Abel Aguilar 15' Yerry Mina 84' | goals        | 27' Cristian Rodríguez 72' Luis Suárez |
| José Pékerman | bondscoach   | Oscar Tabárez |
| David Ospina Oscar Murillo Yerry Mina Farid Díaz Santiago Arias 78' Macnelly Torres Carlos Sánchez Juan Cuadrado Abel Aguilar Luís Muriel 46' Carlos Bacca 59' | opstellingen | Fernando Muslera 44' Gastón Silva Diego Godín Mathías Corujo Sebastián Coates Matías Vecino 70' Carlos Sánchez 86' Cristian Rodríguez Egidio Arévalo Luis Suárez Edinson Cavani |
| Edwin Cardona 46' Roger Martínez 59' Orlando Berrío 78' | wissels      | 44' Álvaro Pereira 70' Cristhian Stuani 86' Diego Laxalt |
| Farid Díaz 26' Juan Cuadrado 82' | gele kaarten | 21' Edinson Cavani 54' Álvaro Pereira 77' Matías Vecino 80' Fernando Muslera |

Colfútbol · A-internationals · Selecties · Statistieken · Bondscoaches · Colombiaans vrouwenelftal · Olympisch elftal · Colombia U20 · Colombia U17
1938 – 1949 ·
1950 – 1959 ·
1960 – 1969 ·
1970 – 1979 ·
1980 – 1989 ·
1990 – 1999 ·
2000 – 2009 ·
2010 – 2019 ·
2020 – 2029
WK 1962 · 
WK 1990 · 
WK 1994 · 
WK 1998 · 
WK 2014 · 
WK 2018
OS 1968 · 
OS 1972 · 
OS 1980 · 
OS 1992 · 
OS 2016
1938 · 
1939 · 1940 · 1941 · 1942 · 1943 · 1944 · 
1946 · 
1947 · 
1948 · 
1949 · 
1950 · 1951 · 1952 · 1953 · 1954 · 1955 · 1956 · 
1957 · 
1958 · 1959 · 1960 · 
1961 · 
1962 · 
1963 · 
1964 · 
1965 · 
1966 · 
1967 · 
1968 · 
1969 · 
1970 · 
1971 · 
1972 · 
1973 · 
1974 · 
1975 · 
1976 · 
1977 · 
1978 · 
1979 · 
1980 · 
1981 · 
1982 · 
1983 · 
1984 · 
1985 · 
1986 · 
1987 · 
1988 · 
1989 · 
1990 ·
1991 · 
1992 · 
1993 · 
1994 · 
1995 · 
1996 · 
1997 · 
1998 · 
1999 · 
2000 · 
2001 · 
2002 · 
2003 · 
2004 · 
2005 · 
2006 · 
2007 · 
2008 · 
2009 · 
2010 · 
2011 · 
2012 · 
2013 · 
2014 · 
2015 · 
2016 · 
2017 ·
2018 ·
2019 ·
2020 ·
2021
Algerije ·
Argentinië ·
Australië ·
Bahrein ·
België ·
Bolivia · 
Brazilië ·
Canada ·
Chili ·
China · 
Costa Rica ·
Cuba ·
DDR ·
Duitsland ·
Ecuador ·
Egypte ·
El Salvador ·
Engeland ·
Finland ·
Frankrijk ·
Griekenland ·
Guatemala · 
Haïti ·
Honduras ·
Hongarije ·
Hongkong ·
Ierland ·
Irak ·
Israël ·
Ivoorkust ·
Jamaica ·
Japan ·
Joegoslavië ·
Jordanië ·
Kameroen ·
Koeweit · 
Liberia · 
Marokko ·
Mexico ·
Montenegro ·
Nederland ·
Nederlandse Antillen ·
Nicaragua ·
Nieuw-Zeeland · 
Nigeria ·
Noord-Ierland ·
Noorwegen ·
Panama ·
Paraguay ·
Peru ·
Polen ·
Puerto Rico ·
Qatar ·
Roemenië ·
Saoedi-Arabië ·
Schotland ·
Senegal ·
Servië ·
Slovenië ·
Slowakije ·
Sovjet-Unie ·
Spanje ·
Trinidad en Tobago ·
Tsjecho-Slowakije ·
Tunesië · 
Turkije · 
Uruguay ·
Venezuela ·
Verenigde Arabische Emiraten · 
Verenigde Staten ·
Zuid-Afrika ·
Zuid-Korea ·
Zweden ·
Zwitserland
Brazilië (2014) ·
Engeland (2018) ·
Griekenland (2014) ·
Ivoorkust (2014) ·
Japan (2014) ·
Japan (2018) ·
Polen (2018) ·
Senegal (2018) ·
Uruguay (2014)
AUF · A-internationals · Selecties · Bondscoaches · Uruguayaans vrouwenelftal · Olympisch elftal · Uruguay U21 · Uruguay U20 · Uruguay U19 · Uruguay U18 · Uruguay U17
1900 – 1909 ·
1910 – 1919 ·
1920 – 1929 ·
1930 – 1939 ·
1940 – 1949 ·
1950 – 1959 ·
1960 – 1969 ·
1970 – 1979 ·
1980 – 1989 ·
1990 – 1999 ·
2000 – 2009 ·
2010 – 2019 ·
2020 – 2029
WK 1930 · 
WK 1950 · 
WK 1954 · 
WK 1962 · 
WK 1966 · 
WK 1970 ·
WK 1974 · 
WK 1986 · 
WK 1990 · 
WK 2002 · 
WK 2010 · 
WK 2014 · 
WK 2018
OS 1924 · 
OS 1928 ·
OS 2012
1902 · 
1903 · 
1904 · 
1905 · 
1906 · 
1907 · 
1908 · 
1909 ·
1910 · 
1911 · 
1912 · 
1913 · 
1914 · 
1915 · 
1916 · 
1917 · 
1918 · 
1919 ·
1920 · 
1921 · 
1922 · 
1923 · 
1924 · 
1925 · 
1926 · 
1927 · 
1928 · 
1929 ·
1930 · 
1931 · 
1932 · 
1933 · 
1934 · 
1935 · 
1936 · 
1937 · 
1938 · 
1939 ·
1940 · 
1941 · 
1942 · 
1943 · 
1944 · 
1945 · 
1946 · 
1947 · 
1948 · 
1949 ·
1950 · 
1951 · 
1952 · 
1953 · 
1954 · 
1955 · 
1956 · 
1957 · 
1958 · 
1959 ·
1960 · 
1961 · 
1962 · 
1963 · 
1964 · 
1965 · 
1966 · 
1967 · 
1968 · 
1969 ·
1970 · 
1971 · 
1972 · 
1973 · 
1974 · 
1975 · 
1976 · 
1977 · 
1978 · 
1979 ·
1980 · 
1981 · 
1982 · 
1983 · 
1984 · 
1985 · 
1986 · 
1987 · 
1988 · 
1989 ·
1990 ·
1991 · 
1992 · 
1993 · 
1994 · 
1995 · 
1996 · 
1997 · 
1998 · 
1999 · 
2000 · 
2001 · 
2002 · 
2003 · 
2004 · 
2005 · 
2006 · 
2007 · 
2008 · 
2009 · 
2010 · 
2011 · 
2012 · 
2013 · 
2014 · 
2015 · 
2016 ·
2017 ·
2018 ·
2019 ·
2020 ·
2021 ·
2022 ·
2023 ·
2024
Algerije ·
Angola ·
Argentinië ·
Australië ·
België ·
Bolivia ·
Brazilië ·
Bulgarije ·
Canada ·
Chili ·
China ·
Colombia ·
Costa Rica ·
Cuba ·
DDR ·
Denemarken ·
Duitsland ·
Ecuador ·
Egypte ·
Engeland ·
Estland ·
 Finland ·
Frankrijk ·
Georgië ·
Ghana ·
Guatemala ·
Haïti ·
Honduras ·
Hongarije ·
Ierland ·
India ·
Indonesië ·
Irak ·
Iran ·
Israël ·
Italië ·
Ivoorkust ·
Jamaica ·
Japan ·
Joegoslavië ·
Jordanië ·
Libië ·
Luxemburg ·
Maleisië ·
Mexico ·
Marokko ·
Nederland ·
Nicaragua ·
Nieuw-Zeeland ·
Nigeria ·
Noord-Ierland ·
Noorwegen ·
Oekraïne ·
Oezbekistan ·
Oman ·
Oostenrijk ·
Panama ·
Paraguay ·
Peru ·
Polen ·
Portugal ·
Roemenië ·
Rusland ·
Saarland ·
Saoedi-Arabië ·
Schotland ·
Senegal ·
Servië & Montenegro ·
Singapore ·
Slovenië ·
Sovjet-Unie ·
Spanje ·
Tahiti ·
Thailand ·
Trinidad en Tobago · 
Tsjechië ·
Tsjecho-Slowakije ·
Tunesië · 
Turkije ·
Venezuela ·
Verenigde Arabische Emiraten ·
Verenigde Staten ·
Wales ·
Zuid-Afrika ·
Zuid-Korea ·
Zweden ·
Zwitserland
Argentinië (1986) ·
België (1990) ·
Brazilië (1950) · 
Colombia (2014) ·
Costa Rica (2014) ·
Denemarken (1986) ·
Denemarken (2002) ·
Duitsland (2010) ·
Egypte (2018) ·
Engeland (2014) ·
Frankrijk (2002) ·
Frankrijk (2010) ·
Frankrijk (2018) ·
Ghana (2010) ·
Italië (1990) ·
Italië (2014) ·
Mexico (2010) ·
Nederland (1974) ·
Nederland (2010) ·
Portugal (2018) ·
Rusland (2018) ·
Saoedi-Arabië (2018) ·
Schotland (1986) ·
Senegal (2002) ·
Spanje (1990) ·
West-Duitsland (1986) ·
Zuid-Afrika (2010) ·
Zuid-Korea (1990) ·
Zuid-Korea (2010)